# Ferrari Challenge
Pour l’article homonyme, voir Ferrari Challenge: Trofeo Pirelli.

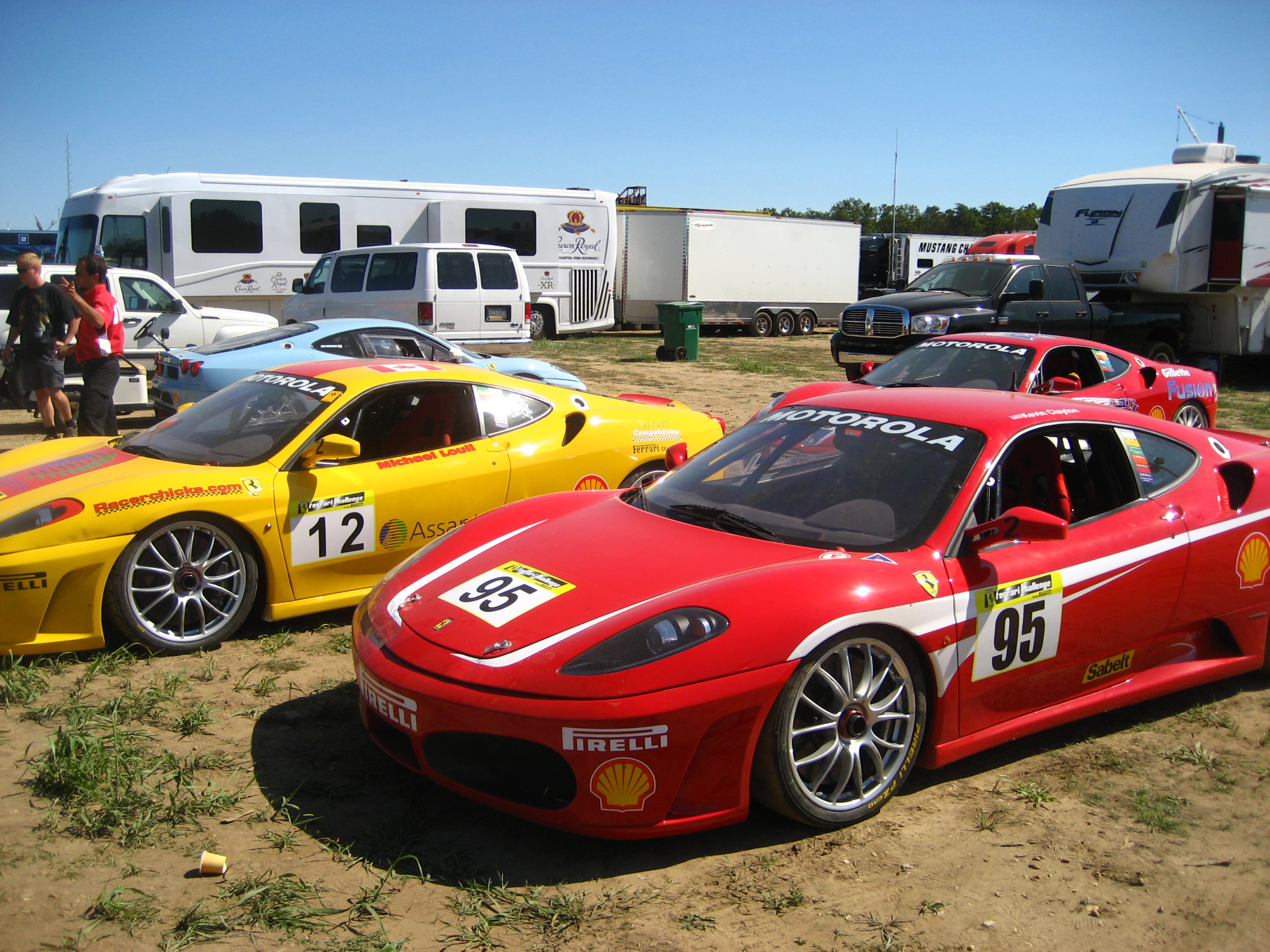
F430 Challenge au New Jersey Motorsports Park, lors du championnat d'Amérique du Nord.

Le Ferrari Challenge est un championnat monotype de sport automobile créé en 1993 par des propriétaires de la Ferrari 348 Berlinetta qui souhaitaient se mesurer les uns aux autres en compétition. Il englobe aujourd’hui trois championnats officiels répartis en Italie, Europe et Amérique du Nord. Les concurrents des trois championnats se réunissent une fois par an lors des Finales mondiales. Actuellement le Ferrari Challenge n’admet qu’un seul modèle, la Ferrari 488 GTB, elle accepte également la 458 Italia (modèle précédent) mais dans une catégorie inférieure.

## Compétition
Les deux championnats européens utilisent le même système d’organisation qui distingue dun côté les pilotes professionnels, le Trofeo Pirelli, de l’autre les pilotes amateurs, la Copa Shell, contrairement au championnat nord-américain qui ne fait pas de distinction. Le championnat d’Italie a été créé avec le soutien de Pirelli en 1993. En 2007, il regroupait dix écuries représentées par 37 pilotes et comprenait six épreuves, dont certaines partagées avec le championnat européen, plus les Finales mondiales. Le championnat d’Amérique du Nord dépend de la Grand American Road Racing Association. Il a été inauguré en 1994 et est organisé par la branche Ferrari en Amérique du Nord. En 2001, les championnats étaient au nombre de cinq, trois en Europe, un aux États-Unis et un au Japon.
Le Ferrari Challenge a inspiré la création de championnats non officiels n’étant pas directement liés à Ferrari comme le Ferrari Scandinavia Challenge, un championnat prenant place en Finlande, Suède et Danemark. Le Royaume-Uni possède trois championnats non officiels organisés par des propriétaires de Ferrari et mettant aux prises d’anciens modèles de la marque du cheval cabré.

## Modèles
Seul un modèle de Ferrari est accepté durant la saison. Il est légèrement modifié pour intégrer les normes de sécurité obligatoires en compétition. Le Ferrari Challenge a débuté en 1993 avec la 348 Berlinetta, suivie de la F355 Berlinetta en 1995 et de la 360 Modena en 2000. La 360 CS fut la première Ferrari orientée compétition à être commercialisé. La nouvelle F430 Challenge a été introduite en 2006 et est maintenant exclusivement utilisée. Elle a gagné 80 ch par rapport à la 360 CS et est la première Ferrari du championnat à posséder des disques de frein en carbone-céramique.

## Jeux vidéo
Deux jeux vidéo ont été développés sur le Ferrari Challenge : F355 Challenge en 1999 et Ferrari Challenge: Trofeo Pirelli en 2008.